# San Tomaso de' Calvi
San Tomaso de' Calvi [santoˈmaːzo deˈkalvi] (San Tomàs [santoˈmas] in dialetto bergamasco) è un quartiere del comune di Bergamo, confinante, a sud, con il quartiere di Colognola a ovest con il quartiere di San Paolo, a est con quello della Malpensata.
Sito nella fascia sud-ovest del comune orobico, il quartiere, caratterizzato da edifici di costruzione relativamente recente, si distingue per la presenza dell'Università degli Studi di Bergamo, con le Facoltà di Economia e Giurisprudenza.
A partire dalla seconda metà degli anni '90, San Tomaso è stato interessato da un forte afflusso di cittadini extracomunitari, specie sud-americani (principalmente, boliviani e peruviani); ciò si è tradotto in una sorta di 'spaccatura' urbanistica del quartiere, a seguito della quale le aree maggiormente interessate da tale fenomeno migratorio non sono state coinvolte in tutta una serie d'interventi di riqualificazione urbanistica che hanno invece caratterizzato diversi punti dell'abitato, con l'edificazione, altresì, di due nuovi centri commerciali, edifici residenziali di moderna concezione ed ampi parcheggi.
Le attività sportive presenti localmente sono di completa afferenza della Polisportiva Oratorio San Tomaso, particolarmente attiva nei settori calcio, con la prima squadra iscritta al Campionato Provinciale F.I.G.C. di seconda Categoria, e pallavolo.

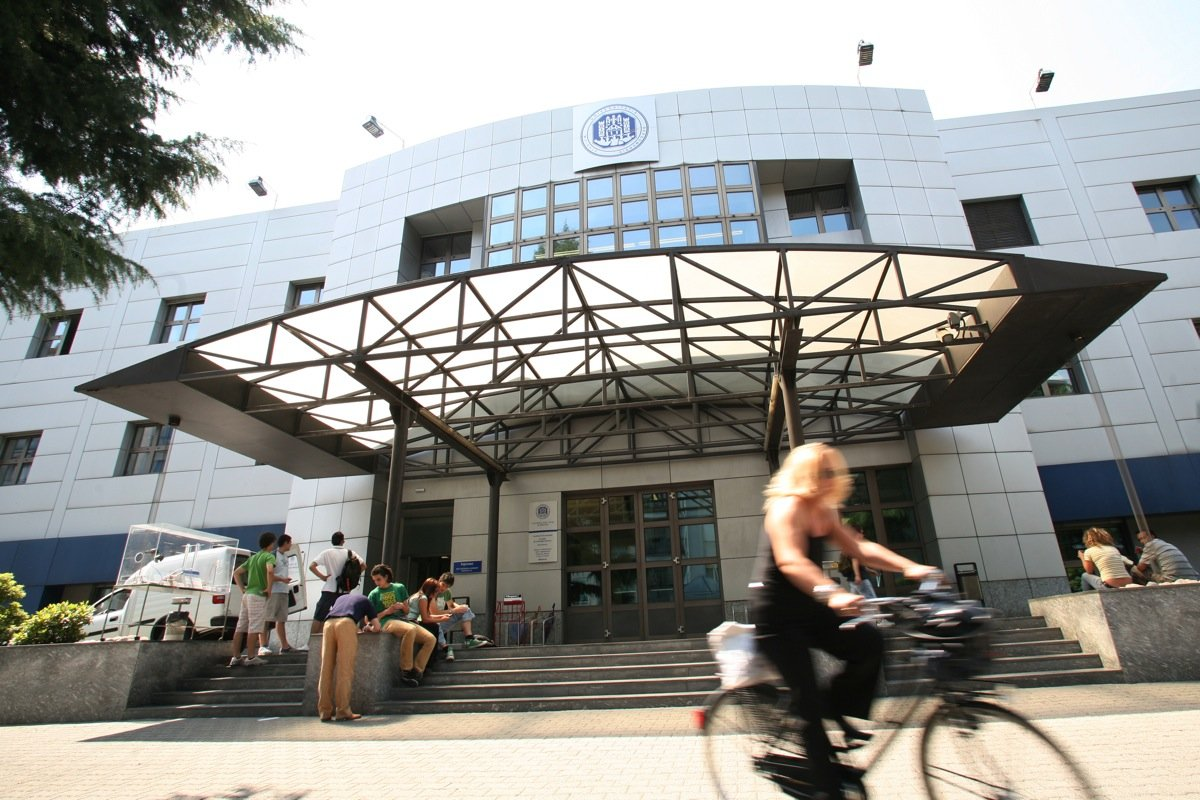
Portale della facolta di Economia e Giurisprudenza dell'Università degli Studi di Bergamo
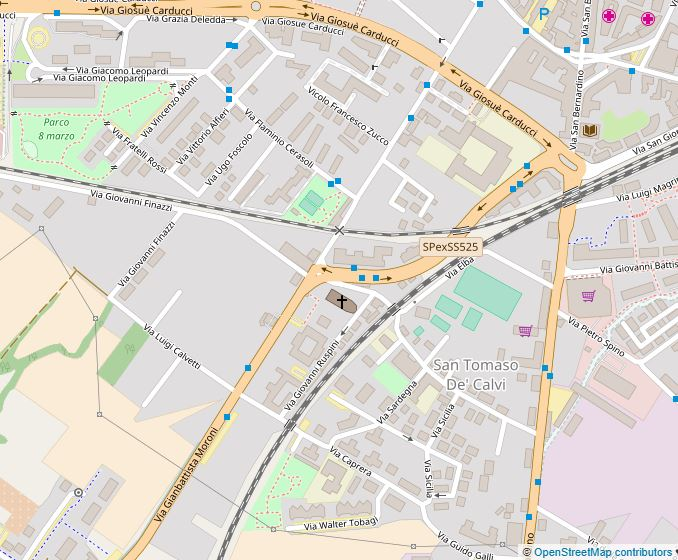
cartografia